# SodinPro
SodinPro (acronimo di Sociedad Dominicana de Productores Fonográficos) è un'organizzazione non governativa non a scopo di lucro che rappresenta l'industria musicale del Repubblica Dominicana e i musicisti, interpreti, autori e compositori che ne fanno parte. È membro dell'International Federation of the Phonographic Industry.
L'associazione ha pubblicato settimanalmente una top 50 delle canzoni più mandate in radio e sui canali televisivi musicali fino ad agosto 2021, per poi iniziare a rendere disponibile una classifica dei 50 brani più riprodotti sulle piattaforme streaming a livello nazionale.